# پینگلیانگ
پینگلیانگ (به لاتین: Pingliang) یک شهر مرکزی در جمهوری خلق چین است که در گانسو واقع شده‌است. پینگلیانگ ۱۱٬۱۹۶٫۷۱ کیلومتر مربع مساحت و ۲٬۰۶۸٬۰۳۳ نفر جمعیت دارد و ۱٬۳۹۸ متر بالاتر از سطح دریا واقع شده‌است.